# Katarzy

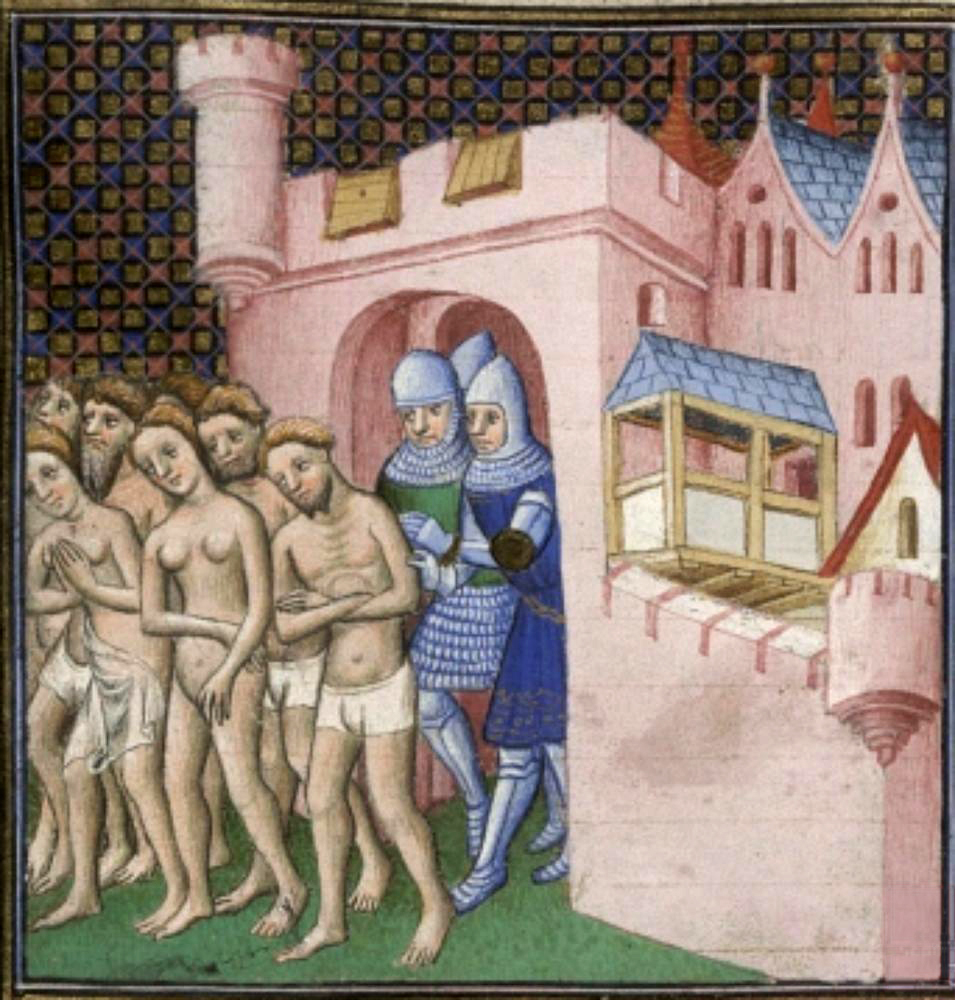
Katarzy wydaleni z Carcassonne w 1209

Katarzy (katarowie) (od gr. καθαροί, „czyści”) lub albigensi (od francuskiego miasta Albi, gdzie ruch był obecny) – przedstawiciele dualistycznego ruchu religijnego działającego w XI–XIII wieku w południowej Francji i północnych Włoszech, skierowanego przeciw ustrojowi feudalnemu i hierarchii kościelnej. Doktryna jest podobna do manicheizmu, a głównym punktem doktryny katarów było przekonanie, że świat materialny jest zły, pozostaje we władzy złego boga i jest przeciwstawny światu duchowemu należącemu do dobrego boga. Ponadto, doktryna głosi ideę ubóstwa, jest przeciwna gospodarczej hegemonii kleru, uznaje wojny za zło. Katarzy negowali wcielenie i męczeństwo Jezusa i odrzucali wszystko, co uznawali za materialne (pokarmy pochodzenia zwierzęcego, kontakty seksualne).
Zwalczani przez Kościół katolicki (m.in. przez krucjaty, inkwizycję), który uważał ich za heretyków. Represje doprowadziły do zaniku ruchu.
Ruch katarski miał duży wpływ w XII i XIII wieku, przyciągając do siebie ludzi wszystkich warstw społecznych, zwłaszcza w Hrabstwie Tuluzy (obecnie Langwedocja). Autorytet duchowy ruchu wzrósł na gruncie krytyki zaangażowania papiestwa w politykę oraz braku wykształcenia wśród niższego duchowieństwa. Wierni byli przyciągani do tego ruchu dzięki postawie tak zwanych Doskonałych, pełniących funkcje duchownych i nauczycieli katarskich, którzy żyli skromnie (później często w ukryciu), przestrzegając ścisłych postów i prowadząc ożywioną działalność misyjną. Szeregowi adepci nie byli zmuszeni do podobnych wyrzeczeń, a mogli liczyć na duchowe pocieszenie (consolamentum), będące warunkiem zbawienia w obliczu śmierci.
Katarski synkretyzm gnostyczno-chrześcijański łączył podstawowe pojęcia wiary chrześcijańskiej ze zeuropeizowaną wersją dualizmu zaratusztriańsko-manichejskiego. Doktryna katarska została stosunkowo dobrze poznana głównie dzięki zachowanym dokumentom z dochodzeń inkwizycji. Poglądy katarów były bliskie poglądom bogomiłów.

## Historia

### Geneza
Większość historyków zgadza się, że ruch religijny bogomiłów, który powstał na terenie obecnej Bułgarii i Macedonii, odegrał ważną rolę w genezie katarów, brak jest jednak zgody badaczy co do dokładnych powiązań i ich chronologii. Poglądy czerpali także z nauk niektórych wędrownych kaznodziejów, jak Henryk z Lozanny, który nawoływał do odnowienia Kościoła w ubóstwie apostolskim. Popularyzacji tych poglądów sprzyjało coraz wyraźniejsze rozwarstwienie majątkowe ludności bogacących się miast i okolicznych wsi. Jedną z przyczyn zyskiwania na popularności tych doktryn był zapewne wielki głód w latach 1144–1146, 1151, 1162.

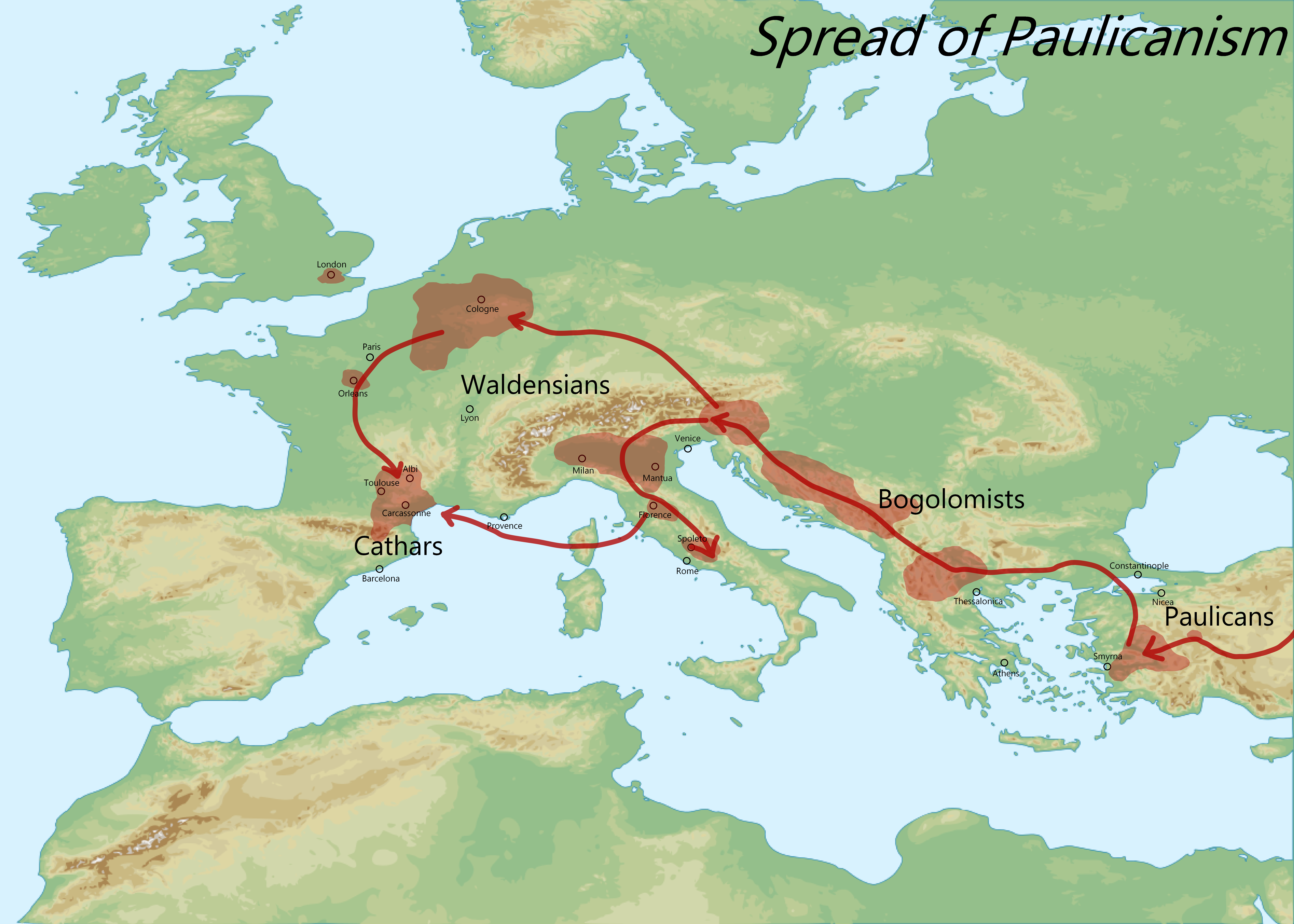
Domniemane etapy ruchu i jego idei: od paulikanów przez bogomiłów i waldensów do katarów na Zachodzie

Pierwsze wzmianki na temat katarów pojawiają się w listach niemieckiego mnicha Everwina do Bernarda z Clairvaux z 1143 roku. Everwin opisuje przedstawicieli grupy religijnej, których spotkał w niemieckiej Kolonii. Według jego relacji odrzucali chrzest w wodzie, małżeństwo, nie pili mleka i nie jedli pokarmów, które powstały na skutek stosunku płciowego. We wspólnocie wyróżniali różne stopnie wtajemniczenia: słuchacze, wierzący i wybrani. W 1163 roku mnich benedyktyński Eckbert opisał wierzenia katarów i stwierdził, że ich wierzenia rozpowszechniają się we Flandrii, Francji i Niemczech.
Pierwsze wzmianki o obecności katarów na południu Europy dotyczą spotkania na zamku we francuskiej miejscowości Lombres w 1165 roku, podczas którego przedstawiciele katarów dyskutowali z lokalnymi biskupami na temat kwestii religijnych. Zostali przeklęci przez jednego z biskupów, który wezwał też rycerzy, by przestali ich tolerować. Możemy stąd wyciągnąć wniosek, że katarzy byli wówczas tolerowani i traktowani przyjaźnie przez możnowładców na południu Francji.
W 1167 lub 1174 (dokładna data nie jest pewna) odbył się Synod katarski w Saint-Félix, podczas którego przedstawiciele katarów z północnej i południowej Francji, Albi i Lombardii spotkali się z Grekiem Nicetasem. Nicetas był biskupem Kościoła Bogomiłów z Konstantynopola. Pod jego wpływem katarzy zradykalizowali swoją doktrynę, odeszli od bardziej umiarkowanego dualizmu w stronę dualizmu absolutnego. Ta zmiana doktryny oddalała katarów jeszcze bardziej od katolicyzmu i zwiększała prawdopodobieństwo represji ze strony Kościoła katolickiego. Podczas synodu ustalono podział geograficzny diecezji katarskich i ujednolicono doktrynę.
Ruch religijny zdobywał dużą popularność. Przychylność okazywali mu liczni przedstawiciele arystokracji. Przyczyną popularności katarów był przede wszystkim ubogi, ascetyczny styl życia. Widoczna była różnica pomiędzy bogacącym się duchowieństwem, które nie było wolne od symonii, nepotyzmu i braku wrażliwości na ludzkie potrzeby, a katarami, którzy żyli w ubóstwie, dzielili się z biednymi tym, co mieli. Katarzy krytykowali wystawny styl życia księży katolickich.

### Organizacja
Katarzy dzielili się na „słuchaczy”, „wyznawców” i „doskonałych”. Przejście od stopnia „słuchacza” do „wyznawcy” odbywało się poprzez rytuał zwany convenanza, a od „wyznawcy” do „doskonałego” przez rytuał zwany consolamentum. Większość ruchu stanowili „wyznawcy”, od których oczekiwano pobożnego życia, nie musieli jednak przestrzegać surowych reguł, które obowiązywały „doskonałych”. „Wyznawcy” prowadzili zwykłe życie, mogli uprawiać seks, jeść mięso i spożywać alkohol, zaś „doskonałych” (mężczyzn i kobiety) obowiązywała asceza znacznie surowsza aniżeli wyznawców.
Duchowni katarscy, czyli doskonali odcinali się od dominacji świata materialnego nad światem duchowym, stąd ich sprzeciw wobec składania przysiąg, gromadzenia dóbr materialnych, wierze budowanej na sakramentach, dominacji świeckich lub religijnych struktur społecznych nad jednostką.
Obowiązki Doskonałych:
- modlitwa 15 razy dziennie;
- post w każdy poniedziałek, środę i piątek;
- modlitwy miały być odmawiane podczas podróży na koniu, przekraczania rzek i odwiedzania domów wyznawców;
- podczas wizyt u wyznawców Doskonały miał błogosławić jedzenie i pozostawić prezent dla wyznawców;
- 3 razy w roku 40-dniowy post ścisły[16].

Wielu wyznawców przechodziło rytuał „consolamentum” tuż przed śmiercią, by zapewnić sobie zmartwychwstanie. Jeśli Doskonały złamał którąś z zasad ascezy, tracił status Doskonałego. Mógł jednak przystąpić do rytuału ponownie w późniejszym terminie. Wielu Doskonałych bezpośrednio po rytuale inicjacyjnym dobrowolnie poddawało się endurze (poszczeniu aż do śmierci).

### Reakcja Kościoła

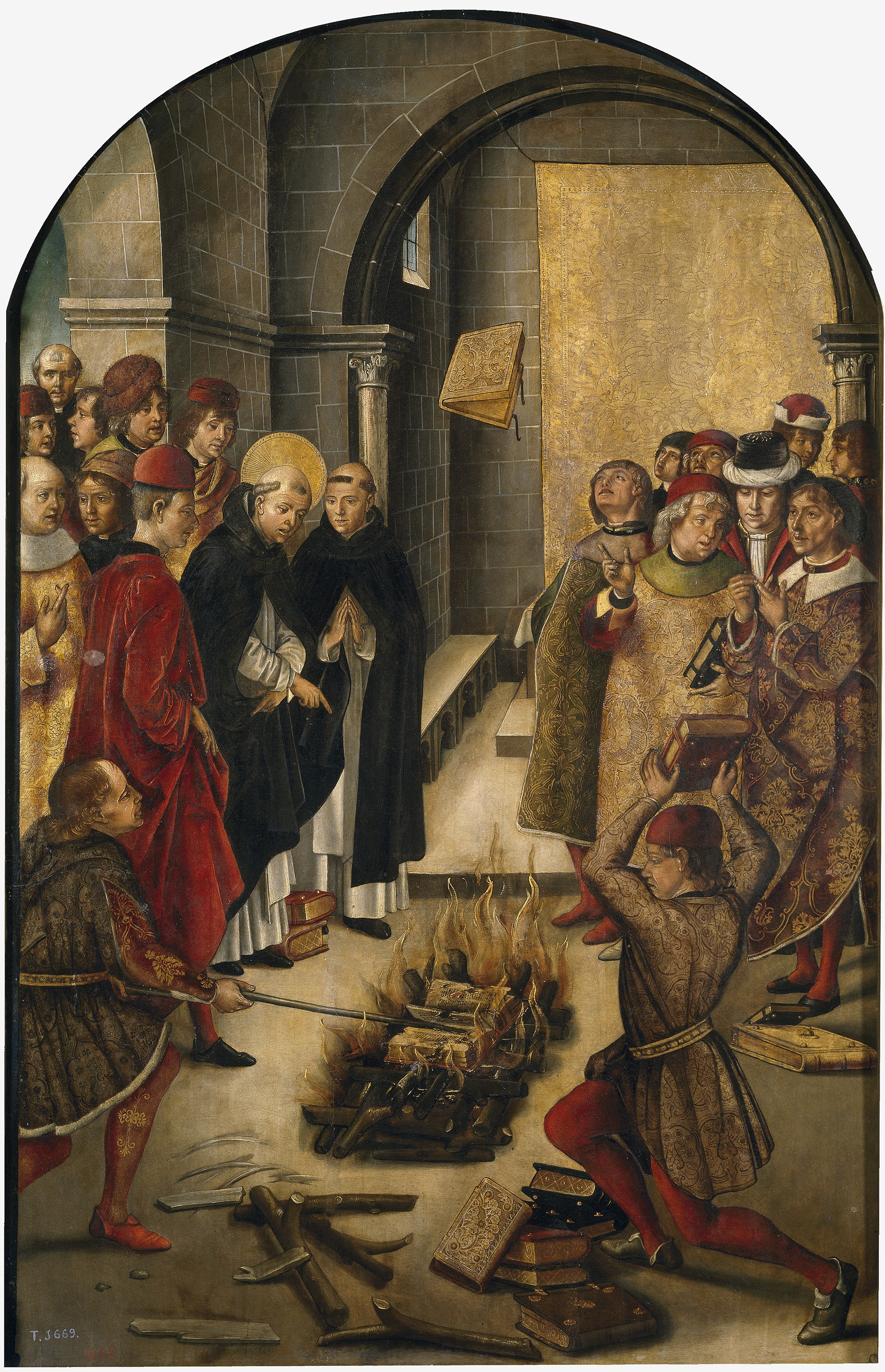
Obraz Pedra Berruguetea ukazujący legendę o dyspucie między św. Dominikiem i katarami, podczas której książki obu stron zostały wrzucone do ognia, po czym okazało się, że książki Dominika nie spłonęły

Pomimo tego, że katarzy i katolicy współegzystowali na południu Francji bez konfliktów, to jednak katarzy budowali alternatywny system religijny i społeczny wobec Kościoła katolickiego. Wzbudziło to wrogość papieży.
Na Soborze laterańskim III, zwołanym na 1179 rok przez papieża Aleksandra III w sprawie katarów, zredagowano kanon 27. O heretykach*, w którym zwrócono uwagę na umocnienie się „przeklętej fałszywej doktryny heretyków, których jedni nazywają katarami, drudzy patarynami, publikanami albo jeszcze innymi imionami”. Napisano tam również, że przestali oni się ukrywać i jawnie głoszą swoje nauki, przeciągając na swoją stronę „ludzi prostych i słabych w wierze”. Ustalono, że sami katarzy, jak i ich protektorzy będą obłożeni klątwą (anatema), a ci, którzy będą z nimi utrzymywać jakiekolwiek stosunki, w tym handlowe, spotkają się z karą ekskomuniki. Sądzeniem miały się zająć instancje kościelne, a wymierzanie kary pozostawiono ramieniu świeckiemu. Grzechem było też przyjmowanie katarów w swoich domach i wspieranie w jakikolwiek sposób. Następstwa złamania tych zakazów były bardzo groźne dla żyjących w wierze chrześcijańskiej, gdyż obejmowały one brak jakiejkolwiek łaski i niemożność odwołania się do żadnych przywilejów świeckich. Za człowieka sprzyjającego lub tylko będącego w kontakcie z katarami nie można było odprawić mszy ani pochować go na cmentarzu chrześcijańskim.
Ci, którzy przyczyniali się do zwalczania herezji, zyskiwali „te same przywileje i odpusty, co za udział w krucjacie do Ziemi Świętej”. Mimo to kataryzm nadal się rozwijał i zdobywał nowych zwolenników, także wśród wyższych warstw społecznych.
W 1184 wydana została bulla Ad abolendam haeresim.

### Krucjata przeciw albigensom
Poglądy albigensów zyskiwały coraz większą popularność. W związku z tym papiestwo postanowiło zorganizować przeciwko nim krucjatę. Dlatego na początku XIII w. na wezwanie papieża na siedziby albigensów ruszyło rycerstwo z południowej części Francji. Krzyżowcy zabili tysiące katarów, niszcząc przy tym całe miasta. Wojna z albigensami, trwająca dwadzieścia lat i naznaczona okrucieństwem z obu stron, doprowadziła do eksterminacji znacznej części ludności. Według Hansa Künga okryła hańbą znak krzyża oraz wynaturzoną ideę chrześcijaństwa.

### Koniec kataryzmu

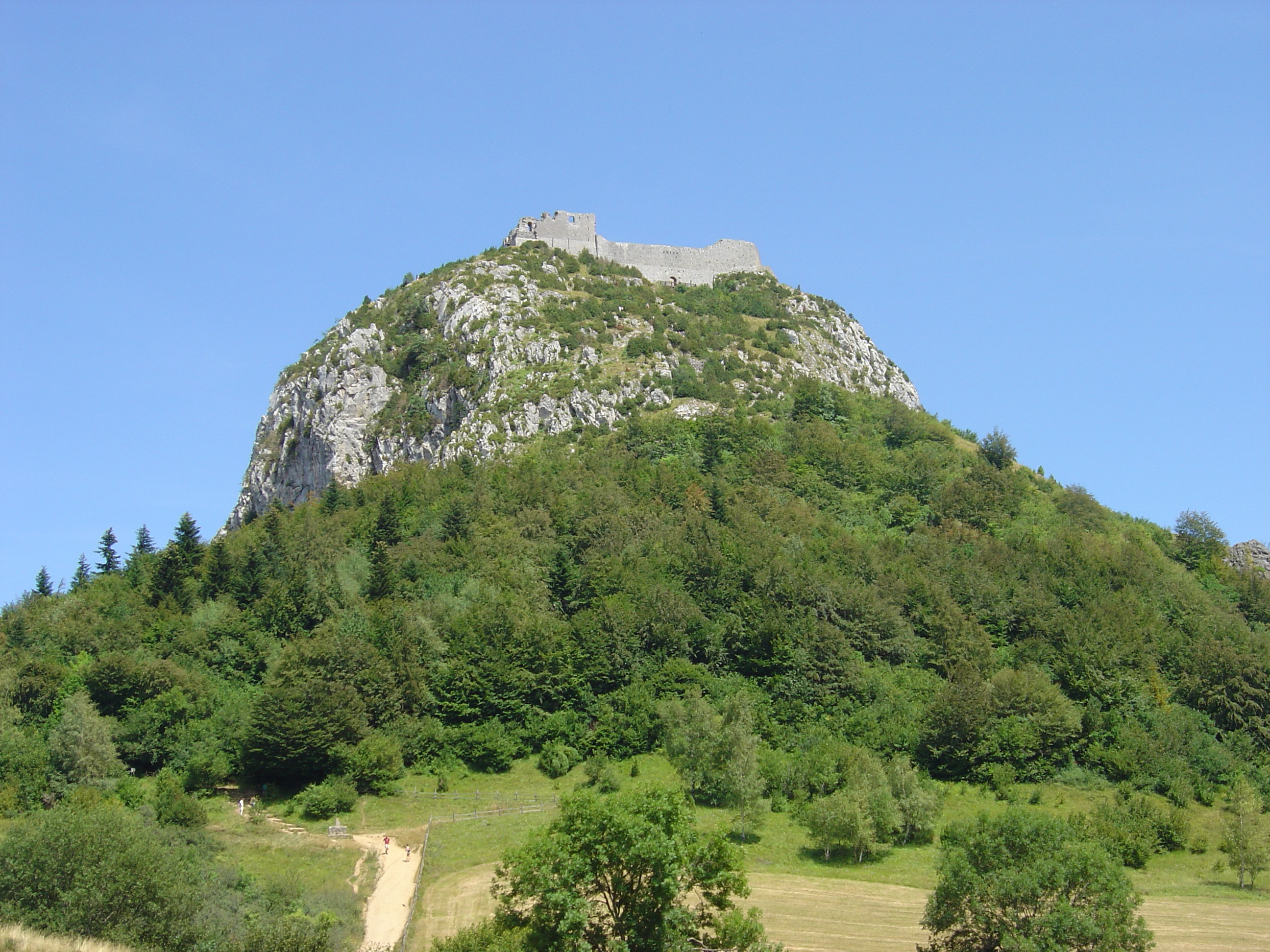
Ostatni bastion Montsegur

Kres ruchu nastąpił z upadkiem prowansalskiej niezależności. W wyniku organizowanych przez króla Francji, a wspieranych ideowo przez papieża wypraw krzyżowych pod wodzą Szymona de Monfort, hrabstwa na południu dzisiejszej Francji zostały zaatakowane przez rycerstwo pochodzące głównie z północy kraju. Symbolicznym końcem kataryzmu stało się zdobycie przez krzyżowców twierdzy Montsegur w 1244 r. i spalenie ukrywających się tam „doskonałych”. Kres religii ludowej położyła trwająca przez dziesięciolecia działalność inkwizycji kierowanej głównie przez dominikanów, oraz władzy świeckiej wydającej surowe wyroki od przepadku mienia poczynając, a na karze śmierci kończąc.

## Doktryna katarska

### Struktura kosmosu
Katarzy wierzyli, że świat materialny został stworzony przez złego boga lub szatana, toczącego walkę z bogiem dobrym, stwórcą świata duchowego. W zależności od odmiany dualizmu katarzy przypisywali stworzenie świata materialnego różnym istotom. Dualizm absolutny zakładał, że świat został stworzony przez złego, odwiecznego boga równego chrześcijańskiemu. Z kolei dualizm umiarkowany zakładał, że świat został stworzony przez Satanaela, czyli Lucyfera (sufiks „el” ukazywał, że był on wcześniej aniołem). Od synodu w Saint-Félix (odbył się w 1167 lub 1174) przewagę zdobył dualizm absolutny. Było to jedną z przyczyn nieprzejednanej postawy papiestwa wobec katarów. Dualizm absolutny, jako sprzeciwiający się monoteizmowi, był dla katolików nie do przyjęcia.
Według katarów szatan (lub zły bóg) stworzył ciała ludzkie. Obiegowa opinia mówiłą, że stworzył on również seksualność, co doprowadziło do niechęci katarów wobec instytucji małżeństwa. W rzeczywistości katarzy sprzeciwiali się małżeństwu, gdyż przyczyniało się ono do narodzin dziecka, które jako fragment świata materialnego było złe. W grupie „doskonałych” obowiązywał nakaz całkowitej wstrzemięźliwości seksualnej.

### Dusza
Dusza stanowi część „stworzoną”, a duch pozostaje cząstką Boga. Katarzy twierdzili, że w ciele przebywa dusza, a w duszy – duch. Poza tym uważali, iż dusza ma trojaką naturę:
- hyliczną – jako związaną z materią (gr. hyle);
- psychiczną – rozumianą jako wolność wyboru między zbawieniem a unicestwieniem;
- pneumatyczną – jako pewność zbawienia będącą darem łaski.

Wierzono też w preegzystencję dusz i reinkarnację, która pełni funkcję odkupienia, czyli oczyszczenia z materii i wszelkich nieczystości. W tym oczyszczaniu się człowiek podlega jednak siłom, które walczą ze sobą. Człowiek jest narzędziem sił Światłości i Ciemności, ale mimo wszystko może on odrzucić materię i wszelkie zło Pana Ciemności i zespolić się z bogiem jako zasadą miłości i dobra, a tym samym odkupić materię, przemienić ją i uduchowić.
Dusze ludzkie są fragmentami ducha, albo upadłymi duchami uwikłanymi w materię. Chrystus był najwyższym z aniołów, albo najlepszym z ludzi. Bóg Go usynowił. Jego ciało i śmierć były pozorne. Chrystus odkupił człowieka przez naukę (pewną wiedzę i jej poznanie), a nie przez mękę. Między Bogiem Stwórcą a stworzeniem istnieją jeszcze liczne emanacje boskie, hipostazy boskiej substancji, na których czele stoi Duch Święty i Jezus Chrystus, którzy pochodzą od Boga, ale nie uczestniczą w Jego wszechmocy. Podczas gdy ciało człowieka jest materią, ciało hipostatycznych emanacji byłoby „ciałem chwalebnym”, podobnie jak ciało Jezusa Chrystusa. Ciało w swej istocie jest złem, a wszelka cielesność godna wyłącznie potępienia.

### Sprzeciwy
Identyfikując materię ze złem odrzucali możliwość wcielenia i w konsekwencji traktowali Jezusa jako proroka oraz nauczyciela. Odrzucali też sakramenty, zwłaszcza chrzest i Eucharystię.
Uznawali, że Kościół (zarówno katolicki jak prawosławny) jest wytworem boga złego (szatana). Nie uważali, by budynki kościołów, kaplice czy inne miejsca kultu były święte. Z tego powodu nie budowali kościołów, spotykali się w domach prywatnych lub na polach.

### System – życie
Katarzy wiedli życie proste i pobożne dążąc do osobistego kontaktu z bogiem, co ograniczało znaczenie duchownych, kaznodziejów i nauczycieli. Na miejsce tej elity ustanowili jednak inną hierarchię, którym powierzyli prowadzenie swych wspólnot. Katarzy „doskonali” stanowili elitę nadrzędną nad zwykłymi wierzącymi.

### Dieta
Katarzy byli jaroszami, gdyż zwierzęta rozmnażały się drogą płciową, zatem były ich zdaniem nieczyste. Jedli ryby, gdyż w tamtych czasach uważano, że są jednopłciowe i nie występuje między nimi żaden grzeszny akt seksualny. Inne teorie łączą wegetarianizm katarów z wiarą w wędrówkę dusz. Uważali oni, że dusza ludzka może wcielić się tylko w zwierzęta ciepłokrwiste. Ryby do nich nie należały i zakaz ich nie obowiązywał. W czasie 40-dniowego Wielkiego Postu reguły postne katarów były znacznie bardziej rygorystyczne niż w katolicyzmie – można było tylko jeść chleb i pić wodę. Ponadto w kataryzmie więcej było dni postu niż dni nim nie objętych. Katar nie mógł zjeść nawet najmniejszego posiłku bez uprzedniego odmówienia określonych modlitw ani w nieobecności innego współwyznawcy. Kataryzm zakładał również bardzo rygorystyczne przepisy dotyczące przygotowywania posiłków.

### Poglądy polityczne
Katarzy byli wrogami ustroju feudalnego twierdząc, że bogatych ludzi nie powinno być wcale. Sprzeciwiali się również monarchii. Katarzy przyjęli dualistyczną wizję świata. Zestawiali ze sobą przeciwieństwa takie jak: dobro i zło, duch i materia, Światło i Ciemność, Bóg i Szatan. Zasadzie dobra, stwórcy świata duchowego, przeciwstawia się zasada zła albo również wieczny, lecz buntowniczy boski Syn, albo upadły anioł, demiurg. W obu przypadkach czynnik zła był stwórcą świata materialnego.

### Rola kobiet
Uważali, że kobiety i mężczyźni są równi. W związku z tym kobiety mogły pełnić w rytuałach i praktykach takie same role jak mężczyźni, a więc mogły stać się „doskonałe“.

## Albigensi w kulturze
- Zbigniew Herbert poświęcił albigensom esej O albigensach, inkwizytorach i trubadurach w zbiorze Barbarzyńca w ogrodzie.